# A Description of the Genus Pinus

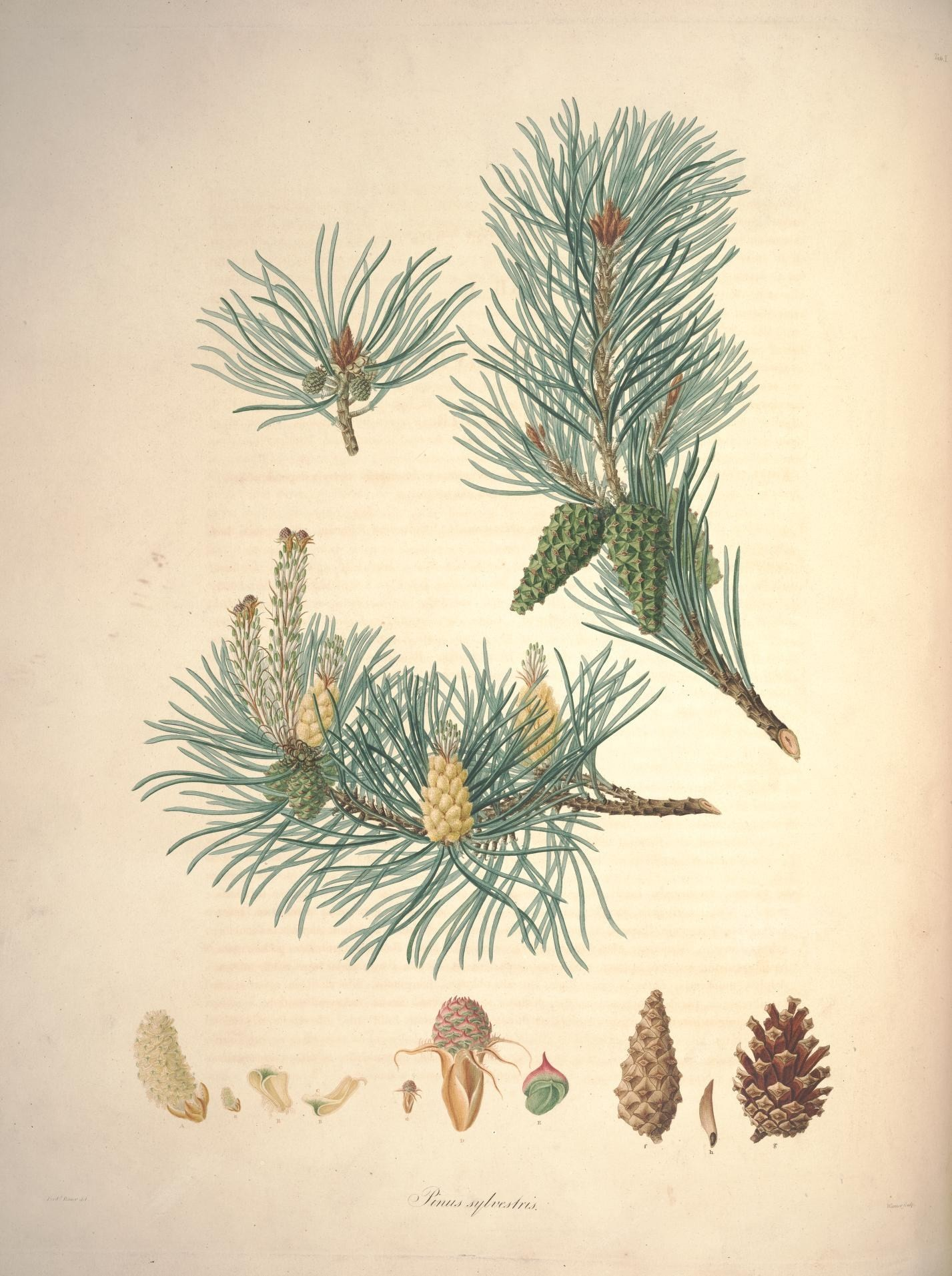
A description of the genus Pinus (Tab. I)

A Description of the Genus Pinus (abreviado Descr. Pinus) es un libro con ilustraciones y descripciones botánicas que fue escrito por el botánico inglés Aylmer Bourke Lambert y publicado en 2 volúmenes en los años 1803-1824.
A description of genus Pinus, fue impreso en varias partes entre 1803 a 1824, ilustrados suntuosamente y volúmenes en folios detallando todo sobre coníferas. Una segunda edición de folios se produce entre 1828-1837, y una tercera, más pequeña (en 8ª) en 1832. Los libros individuales suelen ser muy diferentes entre sí, causando problemas cuando las ilustraciones se usaban como tipos fijos de aplicación de nombres. Una descripción completa de la historia de la publicación aparece en:

## Publicación
- Volumen nº 1. 1803. [4], 98 p. port. and 47 plates -- Pinus sylvestris. P. Pumilio. P. Banksiana. P. pinaster. P. pinaster. P. pinea. P. pinea. P. pinea. P. maritima. P. maritima. P. halepensis. P. Massoniana. P. inops. P. resinosa. P.variabilis. P. tæda. P. tæda. P. rigida. P. rigida. P. palustris. P. longifolia. P. longifolia. P. strobus. P. cembra. P. cembra. P. abies. P. alba. P. nigra. P. rubra. P. orientalis. P. picea. P. balsamea. P. canadensis. P. taxifolia. P. lanceolata. P. lanceolata. P. larix. P. pendula. P. microcarpa. P. cedrus. P. dammara. P. dammara. Dombeya excelsa. D. excelsa. Dacrydium cupressinum. Cupressus lusitanica. C. pendula.

- Volumen nº 2, 1824. vi, [45] p., port. Pinus Lambertiana (inserted). p. Pallasiana. P. spectabilis. P. excelsa. P. deodara. Araucaria imbricata. A. brasiliana. A. brasiliensis (hab.). Cone of the A. brasiliana. Dammara australis. D. orientalis. Thuja dolabrata. T. pendula. Taxodium sempervirens. T. distichum. Quercus grandifolia. Pinus laricio. P. maritima. Maclura aurantiaca. Ilex paraguensis. I. paraguensis. I. gongonha.

- Notes : Vol. 2 t.p. reads: A description of the genus Pinus, illustrated with figures, directions relative to the cultivation, and remarks on the uses of the several species also descriptions of many other new species of the family Coniferæ... to which is added an appendix containing an account of the Lambertian herbarium, by Mr. Don. 1824. pp. [2], viii, [64]. Port. and 22 plates.